# Dorcadion suvorovi
Dorcadion suvorovi es una especie de escarabajo longicornio de la subfamilia Lamiinae. Fue descrita científicamente por Jakovlev en 1906.
Se distribuye por Kazajistán. Mide 14,5-24,1 milímetros de longitud. El período de vuelo ocurre en el mes de mayo.